# Coelidiana plaga
Coelidiana plaga är en insektsart som beskrevs av Delong och Hermann Julius Kolbe 1975. Coelidiana plaga ingår i släktet Coelidiana och familjen dvärgstritar. Inga underarter finns listade i Catalogue of Life.